# Dimensión Latina 72
Dimensión Latina es el segundo álbum de la agrupación venezolana Dimensión Latina. El primero en solitario si se toma en cuenta que en su primera grabación, El Clan de Víctor y Dimensión Latina, compartieron créditos con la banda indicada en el título. El disco fue editado en 1973 por la disquera Top Hits en formato larga duración de vinilo a 33⅓ RPM. Aquí Oscar D'León toma primera vez la responsabilidad de arreglista y empieza a definirse como líder del grupo. En esta producción logran imponer el tema "Barranquila Barranquilla" en el prestigioso carnaval de dicha ciudad comvirtiéndolo en un clásico para los Barranquilleros. Muchísimos años después logran imponer un tema viejo de esta producción musical titulado "Quiereme" vocalizado por Oscar D'Leon. Es importante destacar que este Disco de larga duración penetró con mucha fuerza el mercado colombiano. En Venezuela se logró escuchar el alguna que otra emisora el tema "la comprita"

## Canciones
Lado A
1. La comprita (Carlos A. Vidal)
2. Quiéreme (Oscar D'León)
3. El gavilán (D.en D.)
4. Ta-ta-li-babá (Florencio Santana)
5. Sentimiento (Oscar D'León)
6. La lotería (Julio Rodríguez)

Lado B
1. A mi tierra (Oscar D'León)
2. La burrita (Lisandro Meza)
3. A Maracaibo (Oscar D'León)
4. Simón (César Monje)
5. Zombie Yambory (Conrad Mauge Jr.)
6. Barranquilla, Barranquilla (Carlos A. Vidal, Víctor Mendoza)

## Créditos
Músicos
- Bajo y voz: Oscar D’León
- Coros: José Antonio Rojas, César Monje
- Piano: Jesús Narváez
- Timbales: José Rodríguez
- Trombones: José Antonio Rojas, César Monje
- Tumbadora: Elio Pacheco

Producción
- Arreglos: Cesar Monje, Oscar D’León.
- Arte: Víctor Mendoza
- Fotos: Luis Jaurrieta
- Producción: Víctor Mendoza
- Técnicos de grabación: Antonio González, Gerd Baumgartner
- Estudio de grabación: Estudios Fidelis

- Datos: Q5807216